# Chusquea anelytroides
Chusquea anelytroides är en gräsart som beskrevs av Franz Josef Ivanovich Ruprecht och Johann es Christoph Christian Döll. Chusquea anelytroides ingår i släktet Chusquea och familjen gräs. Inga underarter finns listade i Catalogue of Life.